# Ga Quán Triều
Ga Quán Triều là một nhà ga xe lửa tại phường Quan Triều, tỉnh Thái Nguyên. Nhà ga là một điểm của đường sắt Hà Nội - Quan Triều với ga Đường sắt Quan Triều - Núi Hồng.